# ATP Challenger Guadalajara
Das ATP Challenger Guadalajara (offizieller Name Aeromexico Jalisco Open) war ein zwischen 2011 und 2018 jährlich stattfindendes Tennisturnier in Guadalajara, Mexiko. Es war Teil der ATP Challenger Tour und wurde in der Halle auf Hartplatz ausgetragen. Bereits 1979, 1981, 1992, 1994, von 1997 bis 2001 und 2004 fand ein Turnier an selber Stelle statt. Santiago González und Miguel Ángel Reyes Varela sind mit zwei Titeln im Doppel sowie Alejandro Hernández mit je einem Titeln in Einzel und Doppel mehrfache Sieger. 1997 fanden zwei Austragungen statt, die im Doppel beide von Nelson Aerts und André Sá gewonnen wurden.

## Siegerliste

### Einzel
| Jahr                         | Sieger              | Finalgegner           | Finalergebnis     |
| ---------------------------- | ------------------- | --------------------- | ----------------- |
| 2018                         | Marcelo Arévalo     | Christopher Eubanks   | 6:4, 5:7, 7:64    |
| 2017                         | Mirza Bašić         | Denis Shapovalov      | 6:4, 6:4          |
| 2016                         | Malek Jaziri        | Stéphane Robert       | 5:7, 6:3, 7:65    |
| 2015                         | Rajeev Ram          | Jason Jung            | 6:1, 6:2          |
| 2014                         | Gilles Müller       | Denis Kudla           | 6:2, 6:2          |
| 2013                         | Alex Bogomolow      | Rajeev Ram            | 2:6, 6:3, 6:1     |
| 2012                         | Thiago Alves        | Paolo Lorenzi         | 6:3, 7:64         |
| 2011                         | Paul Capdeville     | Pierre-Ludovic Duclos | 7:5, 6:1          |
| 1980–2010: nicht ausgetragen |                     |                       |                   |
| 2004                         | Mariano Puerta      | Nicolás Lapentti      | 6:0, 6:2          |
| 2002–2003: nicht ausgetragen |                     |                       |                   |
| 2001                         | Agustín Calleri     | Edgardo Massa         | 6:4, 6:4          |
| 2000                         | Fernando Meligeni   | Hugo Armando          | 7:5, 4:6, 6:4     |
| 1999                         | Francisco Costa     | Nicolás Massú         | 4:6, 7:5, 6:3     |
| 1998                         | Markus Hipfl        | Younes El Aynaoui     | 6:7, 7:6, 7:6     |
| 1997 (2)                     | Younes El Aynaoui   | Rogier Wassen         | 6:4, 5:7, 6:2     |
| 1997 (1)                     | Alejandro Hernández | Bobby Kokavec         | 6:4, 5:7, 6:2     |
| 1995–1996: nicht ausgetragen |                     |                       |                   |
| 1994                         | Bryan Shelton       | Sjeng Schalken        | 6:4, 3:6, 6:2     |
| 1993                         | nicht ausgetragen   | nicht ausgetragen     | nicht ausgetragen |
| 1992                         | David Witt          | Mark Koevermans       | 6:4, 6:3          |
| 1982–1991: nicht ausgetragen |                     |                       |                   |
| 1981                         | João Soares         | Matt Anger            | 6:4, 7:5          |
| 1980                         | nicht ausgetragen   | nicht ausgetragen     | nicht ausgetragen |
| 1979                         | Paul McNamee        | Rick Fagel            | 6:4, 6:4          |

### Doppel
| Jahr                         | Sieger                                        | Finalgegner                                 | Finalergebnis     |
| ---------------------------- | --------------------------------------------- | ------------------------------------------- | ----------------- |
| 2018                         | Marcelo Arévalo Miguel Ángel Reyes Varela (2) | Brydan Klein Ruan Roelofse                  | 7:63, 7:5         |
| 2017                         | Santiago González (2) Artem Sitak             | Luke Saville John-Patrick Smith             | 6:3, 1:6, [10:5]  |
| 2016                         | Gero Kretschmer Alexander Satschko            | Santiago González Mate Pavić                | 6:3, 4:6, [10:2]  |
| 2015                         | Austin Krajicek Rajeev Ram                    | Marcelo Demoliner Miguel Ángel Reyes Varela | 7:5, 4:6, [10:6]  |
| 2014                         | César Ramírez Miguel Ángel Reyes Varela (1)   | Andre Begemann Matthew Ebden                | 6:4, 6:2          |
| 2013                         | Marin Draganja Mate Pavić                     | Sam Groth John-Patrick Smith                | 5:7, 6:2, [13:11] |
| 2012                         | Jamie Cerretani Adil Shamasdin                | Tomasz Bednarek Olivier Charroin            | 7:65, 6:1         |
| 2011                         | Bobby Reynolds Vasek Pospisil                 | Pierre-Ludovic Duclos Ivo Klec              | 6:4, 6:76, [10:6] |
| 2005–2010: nicht ausgetragen |                                               |                                             |                   |
| 2004                         | Santiago González (1) Alejandro González      | Rubén Ramírez Hidalgo Sergio Roitman        | 7:65, 1:6, 6:3    |
| 2002–2003: nicht ausgetragen |                                               |                                             |                   |
| 2001                         | Gastón Etlis Martin Rodriguez                 | Agustín Calleri Ignacio Hirigoyen           | 7:5, 7:5          |
| 2000                         | Hugo Armando Alexander Waske                  | Fernando Meligeni Flávio Saretta            | 7:64, 4:6, 7:67   |
| 1999                         | Thomas Shimada Myles Wakefield                | Simon Aspelin Johan Landsberg               | 4:6, 7:6, 6:1     |
| 1998                         | Sander Groen Ali Hamadeh                      | Martín García Sebastián Prieto              | 6:4, 6:2          |
| 1997 (2)                     | Nelson Aerts (2) André Sá (2)                 | Bobby Kokavec Marco Osorio                  | 7:6, 6:3          |
| 1997 (1)                     | Nelson Aerts (1) André Sá (1)                 | Alejandro González Óscar Ortiz              | 3:6, 6:2, 6:4     |
| 1995–1996: nicht ausgetragen |                                               |                                             |                   |
| 1994                         | Juan Garat Maurice Ruah                       | Kelly Jones David Pate                      | 6:2, 6:2          |
| 1993                         | nicht ausgetragen                             | nicht ausgetragen                           | nicht ausgetragen |
| 1992                         | Royce Deppe David Rikl                        | Marc-Kevin Goellner Christian Saceanu       | 7:6, 6:4          |
| 1982–1991: nicht ausgetragen |                                               |                                             |                   |
| 1981                         | Glen Holroyd Eric Sherbeck                    | Bruce Kleege Andy Kohlberg                  | 6:7, 6:4, 7:6     |
| 1980                         | nicht ausgetragen                             | nicht ausgetragen                           | nicht ausgetragen |
| 1979                         | Paul McNamee Fred McNair                      | Tony Giammalva Andy Kohlberg                | 6:2, 3:6, 6:3     |